# Naegleria gruberi
Naegleria gruberi ist eine Art (Spezies) der Gattung Naegleria.
Sie hat die außergewöhnliche Fähigkeit, sich von einer Amöbe (ohne ein Mikrotubuli-Zytoskelett im Zytoplasma) in einen Flagellaten (mit einem deutlich entwickelten Mikrotubuli-Zytoskelett einschließlich Geißeln) zu verwandeln. Zu dieser „Umwandlung“ gehört die De-novo-Synthese von Basalkörpern bzw. Zentriolen.

## Forschungsgeschichte und Systematik
Die Erstbeschreibung von N. gruberi stammt aus dem Jahr 1899, die Genomsequenz wurde 2010 veröffentlicht.
Die Gattung Naegleria wird der Familie Vahlkampfiidae zugeteilt, neuere Systematiken sehen diese als Mitglied der Tetramitia innerhalb der Heterolobosea.
Die Heterolobosea werden (als Mitglied der Percolozoa) zu den Discicristata gerechnet, zu denen noch die Euglenozoa gehören.
Die Discicristata ihrerseits werden mit den Tsukubea und Jakobea/Jakobida heute zu den Discoba innerhalb der Excavata gestellt.
Früher hatte man lediglich die Jakobida mit den Euglenozoa und Heterolobosea mit den Jakobida zu einer Gruppe JEH zusammengefasst, ohne die Tsukubea und anderen Mitglieder der Percolozoa (die namensgebende Klasse Percolatea).
Der Stamm N. gruberi CCAP 1518/1c wird heute in eine eigene Spezies N. pringsheimi (Referenzstamm ATCC 30875) gestellt.
Insgesamt wurde eine Vielzahl verschiedene Naegleria-Stämme isoliert, von denen die meisten ursprünglich N. gruberi zugeschrieben wurden.
Molekulare Analysen zeigten jedoch, dass die Gruppe der so N. gruberi zugeordneten Stämme nicht monophyletisch sind. Daher wurden in der Gattung über 23 neue Spezies klassifiziert, N. pringsheimi ist eine von ihnen.

## Beschreibung
Naegleria gruberi ist ein nicht-pathogener Organismus der Biologischen Schutzstufe (Biosicherheitsstufe) 1, obwohl es sich um eine Schwesterart der tödlichen Naegleria fowleri handelt.
N. gruberi ist ein freilebender Organismus, der aus feuchtem Boden und im Süßwasser isoliert werden kann.
Der Stamm NEG-M ist der einzige Naegleria-Vertreter, dessen Genom vollständig sequenziert ist (Kern- und  Mitochondrien-Genom, Stand 2011).
Die Genomsequenz kodiert für Aktin- und Mikrotubuli-Zytoskelette, eine mitotische und meiotische Maschinerie, sowie mehrere Transkriptionsfaktoren.
Die Mitochondrien scheinen evolutionär sehr ursprünglich zu sein.
Sie scheinen einem angenommenen entwicklungsgeschichtlichen Zwischenstadium zu ähneln, wie es nach der Endosymbiontentheorie die Vorfahren aller Eukaryoten (Ur-Eukaryoten oder Urkaryoten) nach dem Erwerb der (von Alphaproteobakterien abstammenden) Mitochondrien hatten.
N. gruberi besitzt eine mitochondriale Fe-Hydrogenase und eine vollständige aerobe Atmungskette.
Wie die Genom-Daten zeigen, ist dieser Mikroorganismus in der Lage, Glukose, verschiedene Aminosäuren und Fettsäuren über den Citratzyklus (auch Krebszyklus genannt) zu oxidieren.
Man geht davon aus, dass die Vorfahren der heutigen Eukaryoten eine große Anzahl von Introns enthalten.
Nach der Sequenzanalyse haben offenbar fast 36 % der Naegleria-Gene mindestens ein Intron und 17 % gleich mehrere Introns.
Die Position der Introns ist konserviert, was darauf hindeutet, dass sie sehr alt sind.
All dies unterstützt die Annahme der Ursprünglichkeit dieser Gattung.
N. gruberi durchläuft eine geschlossene Mitose, bei der die Kernhülle nicht aufbricht, aber dennoch die typischen Stadien durchläuft.
Nach der Multitubulin-Hypothese sollten (ursprünglich) Eukaryoten mehrere Tubulin-Gene mit unterschiedlichen Eigenschaften besitzen.
Naegleria verwendet tatsächlich verschiedene Tubuline sowohl für die Mitose als auch für den Aufbau der Geißeln.
Diese 2011 erhaltenen Ergebnisse wurden im März 2022 nochmals bestätigt und erweitert.
Sie decken sich auch mit dem im April 2022 veröffentlichten Fund verschiedener Proteine bei der Odinarchaeota-Kandidatenspezies LCB_4 (Asgard-Archaeen), die offenbar Übergangsformen zwischen prokaryotischen Zellteilungsproteinen FtsZ und den eukaryotischen Tubulinen darstellen – das eher Tubulin-artige OdinTubulin und weitere eher FtsZ-artige Formen.  Moderne Versionen der Eozyten-Hypothese vermuten, dass die Ur-Eukaryoten entweder direkt aus der Asgard-Gruppe hervorgegangen sind oder aus deren unmittelbarer Nähe.
Die Beobachtungen deuten darauf hin, dass Naegleria in erster Linie ein ungeschlechtlicher Organismus ist, der sich durch Zweiteilung (Schizotomie) der Amöben fortpflanzt und so große klonale Populationen hervorbringt.
Die Analyse des Genomstamms NEG-M ergab, dass dieser aus zwei verschiedenen Haplotypen besteht, die aus sich kreuzenden Populationen hervorgegangen sind.
Der NEG-M-Stamm ist das heterozygote Ergebnis einer früheren Verpaarung zweier Stämme und scheint genetisch in der Lage zu sein, sich erneut zu paaren.
Daher ist es wahrscheinlich, dass innerhalb Naegleria als Gattung oder zumindest innerhalb der einzelnen Naegleria-Spezies genetischer Austausch (Rekombination) möglich ist.
Unter Nährstoffmangel entwickelt N. gruberi ihre Geißel mit der Mikrotubulus-Struktur. Die beiden Geißeln sind allerdings nur vorübergehend vorhanden.
Neben dem Amöben- und dem Bi-Flagellaten-Stadium gibt es noch als dritte Form ein Zysten-Stadium.
Weitere Studien müssen jedoch noch durchgeführt werden.